# فيليب يانسي
فيليب يانسي (بالإنجليزية: Philip Yancey)‏ (مواليد 1949) هو كاتب مسيحي أمريكي. وقد تم بيع أربعة عشر مليون نسخة من كتبه في جميع أنحاء العالم، مما يجعل منه واحدا من الأكثر مبيعا بين الكتاب المسيحيين الإنجيليين.

## السيرة الذاتية
ولد يانسي في أتلانتا ونشأ في الضواحي القريبة. عندما كان عمر يانسي سنة واحدة، توفى والده المصاب بشلل الأطفال. تلك وتجارب سلبية أخرى مع كنيسة جامدة ساهموا في فقدان يانسي لإيمانه عند لحظة من الزمن. بعد المدرسة الثانوية إنضم لجامعة كولومبيا للكتاب المقدس، حيث التقى زوجته جانيت. وقد حصل على شهادتين للدراسات العليا في مجال الاتصالات والإنجليزية من كلية ويتون للدراسات العليا ومن جامعة شيكاغو.
انتقل يانسي إلى شيكاغو، إلينوي، وانضم في عام 1971 لطاقم الحياة الجامعية" - مجلة نشر شقيقة ل المسيحية اليوم الموجهة نحو طلاب المدارس الثانوية والجامعات، حيث شغل منصب رئيس تحرير ل ثماني سنوات. كان يانسي لسنوات عديدة محرر ل المسيحية اليوم، وكتب مقالات لمجلة ريدرز دايجست، عامود السبت المسائي، ومجلة بابليشرز ويكلي، ومجلة شيكاغو تريبيون، والخلود، والحياة البرية الوطنية، وغيرها. وهو يعيش الآن في ولاية كولورادو، يعمل محرر متجول لالمسيحية اليوم. وهو عضو في هيئة تحرير الكتب والثقافة، مجلة أخرى تابعة للالمسيحية اليوم، ويسافر حول العالم لإلقاء المحاضرات.
أصيب يانسي بجروح خطيرة في حادث سيارة في فبراير 2007 لكنه تعافى بشكل جيد. بحلول شهر أغسطس عام 2007، كان قد أنجز هدفه من تسلق كل ال 54 قمة بكولورادو.

## روابط خارجية
- Philip Yancey's web site
- Philip Yancey's Life – official biography from Zondervan Publishing
- Philip Yancey on كريستيانتي تودي